# روكو فورت
روكو فورت (بالإنجليزية: Rocco Forte)‏ هو مدير الفندق بريطاني، ولد في 18 يناير 1945 في بورنموث في المملكة المتحدة.